# Barry Gibb
Barry Alan Crompton Gibb CBE (Douglas, 1 de setembre de 1946) és cantant, compositor i productor.
Barry Gibb fou un dels components dels Bee Gees, destacat grup de rock i pop. Els seus majors èxits els ha obtingut amb els Bee Gees, tot i que té treballs com a cantant en solitari: el senzill I'll Kiss Your Memory, l'àlbum Now Voyager, la banda sonora de la pel·lícula Hawks i l'àlbum In The Now.
Al 1970 va treballar en un àlbum, The Kid's No Good, però no es va arribar a publicar.
Com a autor o coautor i productor, ha tingut força grans èxits: Flowing Rivers, Shadow Dancing i After Dark, del seu germà Andy Gibb; Guilty, de Barbra Streisand; Heartbreaker, de Dionne Warwick; Eyes That See In the Dark, de Kenny Rogers; Eaten Alive, de Diana Ross; Immortality, amb Céline Dion, o Guilty Pleasures, de nou amb Barbra Streisand.
L'any 2005 publicà un parell de cançons seves a Internet: Doctor Mann i Underworld. Aquesta última formà part del disc de la banda sonora de la pel·lícula Arctic Tale, tot i que no apareix en ella.
L'agost de 2007 publicà Drown On The River, continguda a la banda sonora de Deal.
L'abril de 2008 va presentar la cançó The Heart Knows, un duet amb Olivia Newton-John contingut al seu àlbum The Great Walk to Beijing. A Celebration in Song.
El juny de 2011 publicà All In Your Name, un duet amb Michael Jackson.
El 2014 Barry va gravar la cançó When I’m Sixty-Four per a l'àlbum The Art of McCartney, homenatge a la música del cantant i baix de The Beatles.
El 7 d'octubre de 2016 publica el seu segon àlbum en solitari, In the Now a Columbia Records. També al 2016 es va publicar la cançó Angels, escrita per Barry i els seus fills Ashley i Stephen i cantada per Vusi Mahlasela per a la banda sonora de la pel·lícula sud-africana Shepherds and Butchers.
Barry col·labora en la nova versió de How Deep Is Your Love de Take That per a l'àlbum Odyssey (2018). També l'any 2018 va escriure Seven Waves Away, juntament amb els seus fills Stephen i Ashley i Doug Emery. La cançó forma part de l'àlbum Between the Earth and the Stars de Bonnie Tyler, publicat l'any 2019.
Greenfields és el nou àlbum de Barry Gibb el 2021. En ell fa duets amb diversos cantants i fa versions estil country de cançons escrites i cantades per ell i els seus germans Robin i Maurice al llarg de molts anys.